# داست ۲
«داست ۲»، (به انگلیسی: Dust II) که با نام پرونده آن de_dust2 نیز شناخته می‌شود، یک نقشه بازی ویدیویی است که در مجموعه تیرانداز اول شخص کانتر استرایک ارائه می‌شود. داست ۲ جانشین «داست»، یکی دیگر از نقشه‌های کانتر استرایک است و توسط دیوید جانستون قبل از انتشار رسمی بازی اصلی کانتر استرایک ارائه شده‌است. این طراحی با هدف سادگی و تعادل، بر اساس طراحی متقارن و دو نقطه طراحی شده‌است، که برای این منظور دو تیم باید برای کنترل مبارزه کنند.
این نقشه برای اولین بار در مارس ۲۰۰۱ برای بازی اصلی کانتر استرایک منتشر شد و در همه بازی‌های این مجموعه وجود دارد. به غیر از به روزرسانی‌های گرافیکی، پس از انتشار اولیه، قبل از اینکه یک بازبینی اساسی در کانتر-استرایک: گلوبال آفنسیو در اکتبر ۲۰۱۷ انجام شود، حداقل تغییراتی را تجربه کرد. این نقشه از زمان انتشار اولیه در بین بازیکنان محبوب بوده و هر دو طرح اصلی و اصلاح شده آن در گلوبال آفنسیو و با استقبال مثبت بازیکنان و نقشه سازان روبرو شده‌است.

## طراحی

نقشه داست ۲

داست ۲ یک نقشه بازی ویدیویی است که در سری شوتر اول شخص کانتر استرایک به نمایش در می‌آید. به گفته جس کلیف، طراح مشترک بازی اصلی کانتر استرایک این نقشه در یک محیط غبارآلود واقع در مراکش تنظیم شده‌است. مانند سایر نقشه‌های بازی، بازیکنان به دو تیم تقسیم می‌شوند: تروریست‌ها و ضد تروریست‌ها. تروریست‌ها مدت زمان محدودی را برای کاشت و انفجار بمب دارند. ضد تروریست‌ها سعی می‌کنند مانع کاشت بمب شوند یا اگر قبلاً کار گذاشته شده‌است آن را خنثی کنند. طرف تروریست برای کنترل بمب باید یکی از دو مکان را کنترل کند. این سایت‌ها در ابتدای دور به راحتی برای ضد تروریست‌ها قابل دسترسی هستند. این نقشه دارای چند نقطه اصلی خفه کننده است: «میدل»، «لانگ ای» و «تونل بی».
نقاط اصلی خفگی شامل موقعیت‌ها و مناطق مهم تاکتیکی است. میانه دارای سه منطقه اصلی است: Catwalk، یک مسیر مرتفع که به سایت Short on A منتهی می‌شود. پایین تونل‌ها، تونلی که از میانه به بالا تونل منتهی می‌شود؛ و میدل دورز، مجموعه ای از درب‌های دوتایی باز در میل دارد که منجر به اسپاون ضد تروریست می‌شود. قبل از نزدیک شدن به سایت A، در Long A، سه منطقه مهم دیگر وجود دارد. لانگ دورز دو مجموعه در دوتایی باز هستند که از اسپاون تروریست به Long A منتهی می‌شوند. Pit یک منطقه شیب دار است که بازیکنان می‌توانند در آن در نزدیکی Long Doors پنهان شوند یا از آن برای پوشش استفاده کنند. اسپاون ضد تروریست، درست در Long A از یک سایت، جایی است که ضد تروریست‌ها اسپاون می‌کنند. تونل‌های B دو منطقه اصلی دارند. تونل بالا و تونل پایین. تونل‌های فوقانی منجر به سایت B یا اسپاون تروریست می‌شود. پایین تونل‌ها به تونل‌های فوقانی یا میانه منتهی می‌شود.